# Moulinet (Alpy Nadmorskie)
Moulinet – miejscowość i gmina we Francji, w regionie Prowansja-Alpy-Lazurowe Wybrzeże, w departamencie Alpy Nadmorskie.
Według danych na rok 1990 gminę zamieszkiwały 193 osoby, a gęstość zaludnienia wynosiła 5 osób/km² (wśród 963 gmin regionu Prowansja-Alpy-W. Lazurowe Moulinet plasuje się na 620. miejscu pod względem liczby ludności, natomiast pod względem powierzchni na miejscu 223.).